# Le Secret de Terabithia
Pour plus de détails, voir Fiche technique et Distribution.
Le Secret de Terabithia ou Le Pont de Térabithia au Québec (Bridge to Terabithia) est un film américain réalisé par Gábor Csupó et sorti en 2007. Le scénario est adapté du roman Le Royaume de la rivière (Bridge to Terabithia) de Katherine Paterson. Cette œuvre est en fait inspirée d'une histoire vraie qui a marqué la vie de Katherine Paterson. Dans son entourage proche, son fils a perdu une amie, décédée après avoir été frappée par la foudre.

## Synopsis
La vie n'est pas facile pour Jess Aarons, un jeune garçon solitaire, timide et introverti âgé de 12 ans dont la famille, nombreuse, connaît des difficultés financières. Au collège, il est le souffre-douleur de deux garçons de sa classe et d'une fille de quatrième. À la maison, son père le rabroue sans arrêt, et seule sa passion pour le dessin lui offre une évasion.
Heureusement, il se lie d'amitié avec sa nouvelle voisine, Leslie Burke, la fille d'un couple d'écrivains, du même âge que lui qui, entre son accoutrement disparate et ses rêveries permanentes, a aussi du mal à s'intégrer à l'école. Ensemble, ils inventent un monde imaginaire, Térabithia, dans lequel ils fuient la dure réalité de la vie quotidienne.
L’histoire porte une symbolique profonde : le pont de Térabithia incarne d’abord la frontière entre le monde réel et l’imaginaire, mais évolue ensuite pour refléter comment le deuil peut être perçu et transformé de façon positive.

## Fiche technique
- Titre original : Bridge to Terabithia
- Titre français : Le Secret de Térabithia
- Titre québécois : Le Pont de Térabithia
- Réalisateur : Gábor Csupó
- Scénario : Jeff Stockwell et David Paterson, d'après le roman Le Pont de Terabithia de Katherine Paterson
- Musique : Aaron Zigman
- Directeur de la photographie : Michael Chapman
- Producteurs : Lauren Levine, Hal Lieberman et David Paterson
  - Producteur délégué :  Alex Schwartz
  - Coproduction : Tim Coddington, Kevin Halloran et Meyer Shwarzstein
  - Sociétés de production : Walt Disney Pictures, Walden Media, Hal Lieberman Company et Lauren Levine Productions Inc.
- Distribution : Buena Vista Pictures (États-Unis), SND Films (France), Kinepolis Film Distribution (Belgique)
- Budget : 20 000 000 $
- Langue originale : anglais
- Pays de production :  États-Unis
- Genre : drame, fantastique
- Durée : 96 minutes
- Dates de sortie :
  - États-Unis : 16 février 2007
  - France : 28 mars 2007

## Distribution
- Josh Hutcherson (VF : Alexandre Nguyen ; VQ : Gabriel Favreau) : Jess Aarons
- AnnaSophia Robb (VF : Jessica Monceau ; VQ : Romy Kraushaar-Hébert) : Leslie Burke, amie et voisine de Jess
- Bailee Madison (VF : Clara Poincaré ; VQ : Juliette Mondoux) : Maybelle Aarons, sœur de Jess
- Robert Patrick (VF : José Luccioni ; VQ : Luis de Cespedes) : Jesse Aarons Sr., père de Jess
- Lauren Clinton (VF : Justine Berger ; VQ : Sarah-Jeanne Labrosse) : Janice Avery
- Zooey Deschanel (VF : Pauline de Meurville ; VQ : Catherine Proulx-Lemay) : Mlle Edmunds
- Erin Annis (VQ : Alice Dorval-Coallier) : Ellie Aarons
- Latham Gaines (VQ : Frédéric Paquet) : Bill Burke, père de Leslie
- Grace Braniggan (VQ : Valérie Gagné) : Joyce Burke, mère de Leslie
- Kate Butler : Mary Aarons
- Elliot Lawless (VQ : Samuel Hébert) : Gary Fulcher
- Cameron Wakefield (VQ : Léo Caron) : Scott Hoager
- Devon Wood (VQ : Charlotte Mondoux) : Brenda Aarons
- Judy McIntosh (VQ : Hélène Mondoux) : Judy Burke
- James Gaylyn (VQ : Daniel Roy) : le principal Turner
- Jen Wolfe (VQ : Élise Bertrand) : Mme Myers
- Isabelle Rose Kircher (VF : Adeline Chetail) : Carla
- Carly Owen : Madison

 Source et légende : version française (VF) sur RS Doublage

## Musique
Lors de la scène où Jess (Josh Hutcherson) et son père (Robert Patrick) jouent ensemble avec des voitures électriques, la chanson qui est diffusée à la télévision se trouvant dans la même pièce est Keep Your Mind Wide Open interprétée par AnnaSophia Robb, qui incarne Leslie Burke dans le film. Cette chanson fait partie de la bande originale du film.